# Brandur Brynjólfsson
Brandur Brynjólfsson  est un joueur islandais de football né le 21 décembre 1916 et mort le 27 juillet 1999. Il évoluait au poste d'arrière droit au sein du Víkingur Reykjavik et il est le premier capitaine de la sélection islandaise.

## Biographie

### Club
Brandur est le fils de Brynjólfur Kjartansson, un ancien défenseur du Fram Reykjavik, club où il évolue durant sa jeunesse.
Mais cet arrière robuste et agile s'inscrit en 1932 au Víkingur Reykjavik, où il restera jusqu'à la fin de sa carrière.
Il est par ailleurs vice-président du club dès 1939.
Le 14 août 1939, deux clubs de la capitale, Valur et Víkingur, partent pour une tournée d'un mois en Allemagne, où les deux équipes jouent sous les mêmes couleurs. S'ils devaient disputer quatre ou cinq matchs, seuls deux seront effectivement joués, en raison du début de la première guerre mondiale. 
Brandur est du voyage (de même que Hermann Hermannsson et Ellert D Sölvason) et joue les deux matchs, perdus face à Duisbourg (4-1) et Brême (2-1).
Brandur est également un athlète émérite, notamment dans le sprint.

### Sélection
Brandur ne compte qu'une seule cape avec l'Islande, mais elle est d'importance. Il dispute en effet le premier match officiel de la sélection, dont il est capitaine, le 17 juillet 1946 face au Danemark. Malheureusement, il ne reste que quatre minutes sur le terrain, puisqu'il se blesse en tout début de match. Il est remplacé par Hafsteinn Guðmundsson.
Les islandais s'inclinent 3-0 après avoir tenu tête aux danois durant une mi-temps.

### Après-carrière
En 1946, il ouvre un cabinet d'avocat à Reykjavik, ayant obtenu son diplôme en 1943. Il siège également au conseil d'administration du Vikingur, dont il est brièvement président en 1946, ainsi qu'au conseil d'administration de l'ÍSÍ, le comité national olympique islandais.